# Luigi Caetani

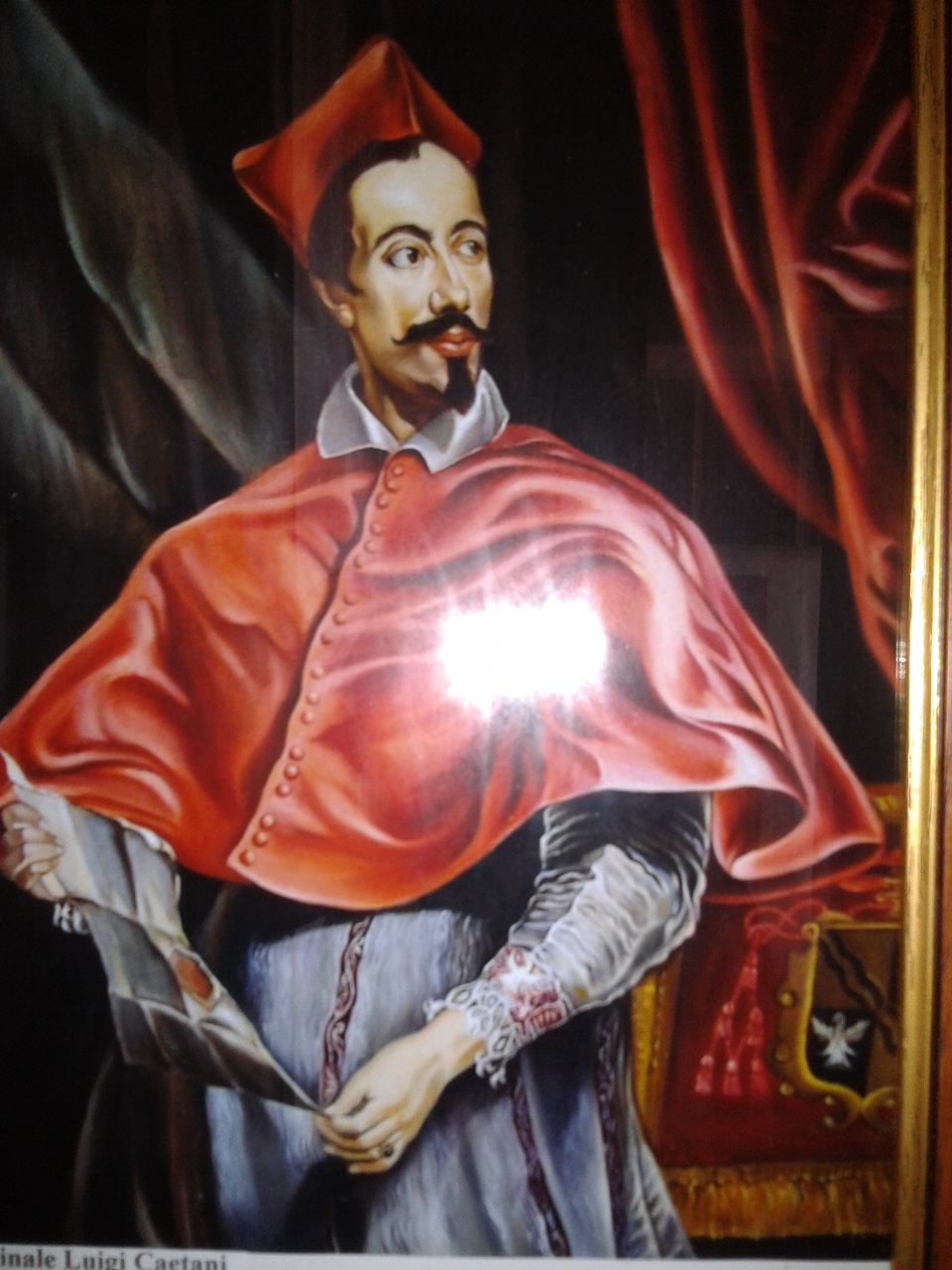
Kardinal Luigi Caetani

Luigi Caetani (* Juli 1595 in Piedimonte; † 15. April 1642 in Rom) war ein italienischer Kardinal und Bischof.

## Leben

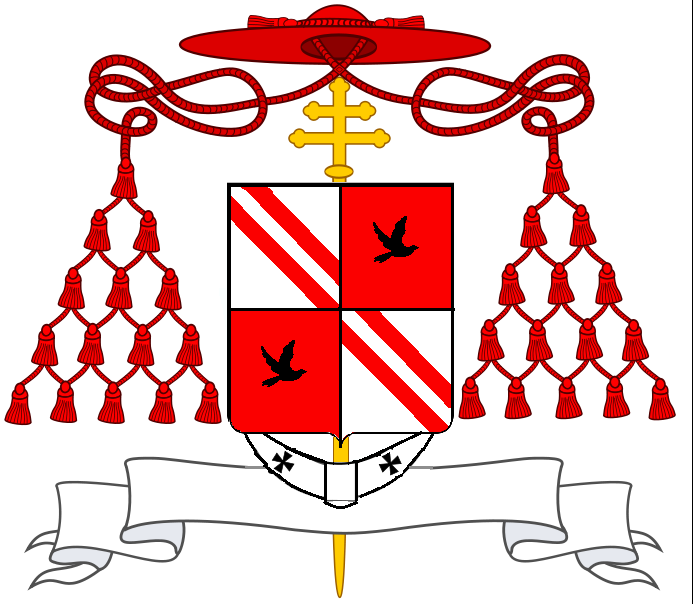
Kardinalswappen

Nach dem Studium in Ravenna und Rom, wo er auch zum Doktor der Rechte promoviert wurde, erhielt Caetani am 19. September 1608 die Ernennung zum Kommendatarabt der Abtei San Leonardo in Puglia. Nachdem er vom Fehlen des kanonischen Mindestalters für die Bischofsweihe dispensiert worden war, ernannte ihn der Papst am 14. März 1622 zum Titularpatriarchen von Antiochien. Bereits am 12. Juni 1622 spendete ihm Kardinal Ludovico Ludovisi, unter Assistenz der Erzbischöfe Galeazzo Sanvitale und Vulpiano Volpi, in der Patriarchalbasilika Santa Maria Maggiore die Bischofsweihe. Am 14. November 1622 zum Koadjutor des Erzbischofs von Capua ernannt, wurde er am 17. März 1624 schließlich selbst dort Erzbischof. Am 19. Januar 1626 von Papst Urban VIII. zum Kardinal kreiert, wurde ihm am 9. Februar 1626 Santa Pudenziana als Titelkirche zugewiesen. Nachdem er bereits am 1. März 1627 auf das Erzbistum Capua verzichtet hatte und sich in Rom niederließ, wurde er 1631 Präfekt der Kongregation zur Reform der Breven und war vom 12. Januar 1637 bis zum 15. Januar 1638 Kämmerer des Heiligen Kardinalskollegiums.